# Курултай
Курулта́й (монг. хурулдай) — всенародный съезд (собрание), в том числе и исторический, всех монгольских и тюркских князей и знати, орган народного представительства у монгольских и других народов (на Алтае, в Монголии, Бурятии, Калмыкии, Крыму и так далее) и некоторых тюркских народов (уйгуров, ногайцев, башкир, казахов, киргизов, крымских татар, татар, тувинцев, алтайцев и так далее), всенародный съезд знати для решения важнейших государственных вопросов, в определённой степени — аналог европейских парламентов (как, например, Курултай Республики Башкортостан).

## Монгольский курултай

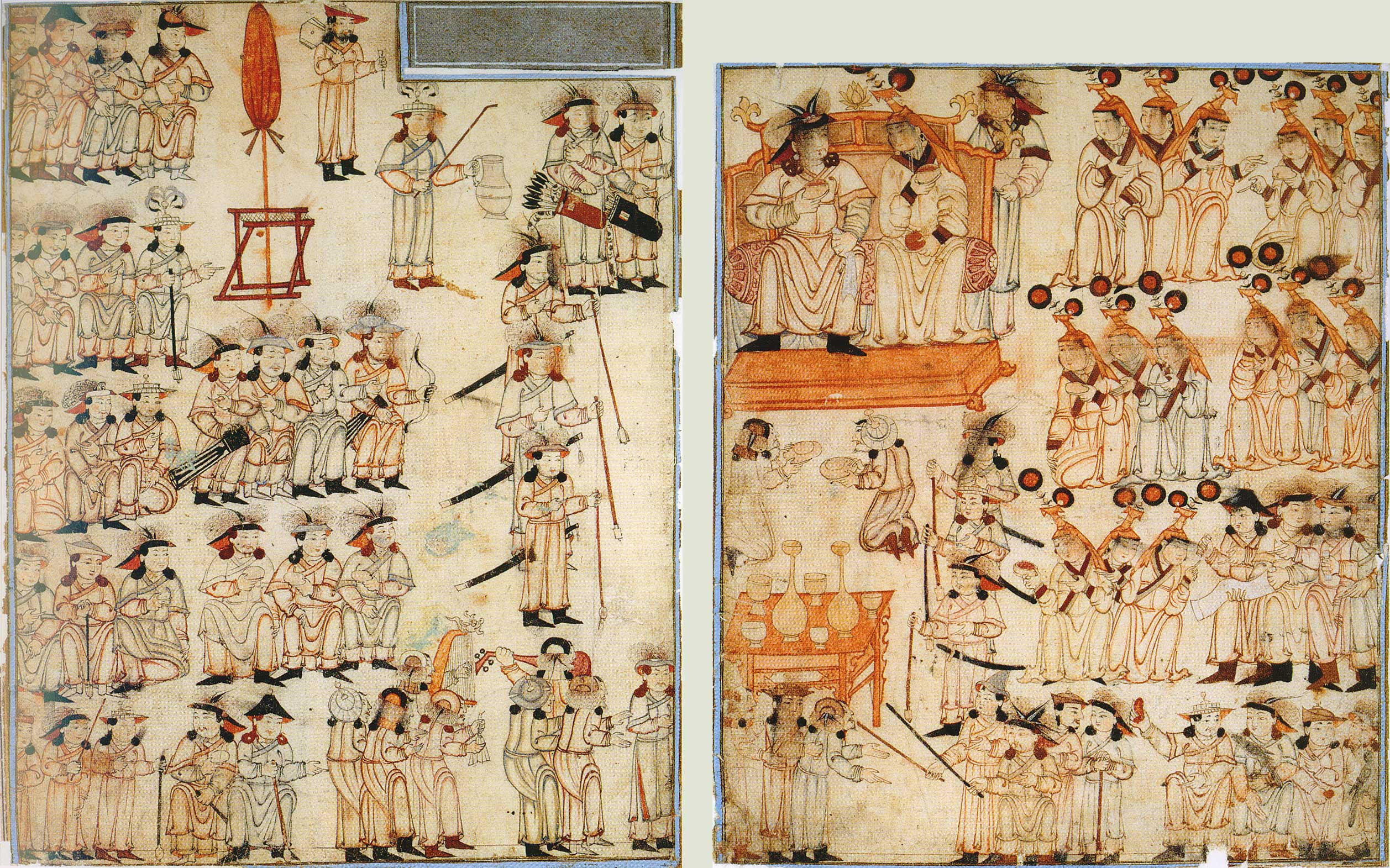
Интронизация монгольского хана. Двухстраничная иллюстрация из Джами ат-таварих Рашид ад-Дина, XIV век

Понятие курултай в значении всенародного съезда вошло в употребление только на рубеже XII—XIII веков, когда Чингисхан объединил мелкие монгольские племена, жившие до тех пор каждое обособленной жизнью. Это слово впервые упоминается в последней 282-й параграфии Сокровенного сказания монголов в форме "Yeke Qurilta" (совр. монг. их хуралдай; буквально: великий курултай). По Ясе, то есть книге установлений Чингисхана, курултаю было придано огромное значение.
- 1206 год — курултай у истоков реки Онон, на котором Тэмуджин был провозглашён Чингисханом, там же было объявлено о создании Их Монгол Улс (Великого Монгольского государства)[7].
- 1229 год — курултай, на котором ханом был избран Угэдэй. Было решено довершить завоевание империи Цзинь.
- 1235 год — курултай, созванный с целью выработать дальнейшую внешнюю политику государства. Были решены походы против булгар, половцев, асов[8] и Руси; Южного Китая (Сун); Корё (корейцы); направлены дополнительные войска на Ближний Восток.
- 1246 год — курултай в связи со смертью Угэдэя. Великим ханом должен был стать Гуюк; но его недруг Батый умышленно отказывался ехать на курултай, который таким образом был оттянут на целых три года и, наконец, собрался без Батыя. Этот курултай, был самым пышным, интересен и тем, что на нём присутствовал, в числе многочисленных государей и владетелей, русский великий князь Ярослав Всеволодович, а в числе иностранных представителей — Плано Карпини.
- 1269 год — курултай в долине реки Талас. Менгу-Тимур, Борак и Хайду, правители соответственно Джучиева, Чагатайского и Угэдэева улусов, признают друг друга суверенными государями и заключают союз против великого хана Хубилая на случай, если он попробует оспорить их суверенитет[9]. Также на курултае были признаны два новых улуса, а именно: улус Хулагу и улус Хубилая. Возникновение которых не имело отношения к завещанию Чингисхана, и не было до этого урегулировано.
- 1640 год — последний всемонгольский курултай. Созван по инициативе Эрдэни-Батура в предгорьях Тарбагатая, на котором было принято Степное Уложение.

Определение курултая даёт ильхан Ирана Ахмед Текудер (1282—1284) в письме к египетскому султану Сайф ад-дину Калауну: «Мы созвали у себя курултай, то есть собрание, в котором излагаются мнения всех братьев, детей, важных эмиров, военачальников и ленных офицеров» (под эмирами здесь разумеются придворные и государственные сановники).
С разрушением единства державы Чингисхана каждое из новообразовавшихся монгольских и татарских владений собирало дробные собрания. В ханствах Крыма и Закавказья курултаи продолжали собираться вплоть до прекращения своего политического существования.

## Большой курултай тюркских народов[10]
- I — в 2007 году в Казахстане[11].
- II — в 2008 году в Венгрии[11].
- III — в 2010 году в Венгрии[11].
- IV — в 2012 году в Венгрии.
- V — в 2014 году в Венгрии.
- VI — в 2018 году в Венгрии.